# Pseudo-Orbit
In der Theorie dynamischer Systeme ist ein Pseudo-Orbit einer Iteration eine Folge von Punkten, von denen jeder den Bildpunkt des vorhergehenden Punktes annähert.
Bei der Modellierung dynamischer Systeme auf dem Computer erhält man wegen der unvermeidlichen Rundungsfehler in der Regel nur einen Pseudo-Orbit und keinen exakten Orbit.

## Definitionen
Es sei {\displaystyle f\colon X\to X} eine Abbildung eines metrischen Raumes auf sich.
Eine Folge {\displaystyle \left\{x_{i}\right\}_{i\in \mathbb {N} }} ist ein {\displaystyle \epsilon }-Pseudo-Orbit für ein {\displaystyle \epsilon >0} wenn für alle {\displaystyle i\geq 0} die Ungleichung
{\displaystyle d(x_{i+1},f(x_{i}))<\epsilon }
gilt.
Eine Folge {\displaystyle \left\{x_{i}\right\}_{0\leq i\leq n-1}} ist ein geschlossener oder periodischer {\displaystyle \epsilon }-Pseudo-Orbit der Länge {\displaystyle n} für ein {\displaystyle \epsilon >0} wenn für alle {\displaystyle 0\leq i\leq n-2}
{\displaystyle d(x_{i+1},f(x_{i}))<\epsilon }
und darüber hinaus auch die Ungleichung
{\displaystyle d(x_{0},f(x_{n-1}))<\epsilon }
gilt.

## Beschattung
Im Allgemeinen muss sich ein Pseudo-Orbit nicht durch echte Orbiten approximieren lassen. Unter gewissen Voraussetzungen ist dies aber doch möglich (Beschattungslemma), insbesondere für Pseudo-Orbiten in hyperbolischen Mengen.
Eine entsprechende Aussage für periodische Pseudo-Orbiten macht Anosovs Schließungslemma.